# Doménica Garzón
Doménica Nicole Garzon Armendáriz (Quito, 11 de diciembre) es una investigadora de  Ecuador, reconocida por la revista MIT Technology Review del Instituto de Tecnología de Massachusets, como una de las mejores innovadoras de Latinoamérica en el año 2022.
Es la fundadora del Centro Rikuna, programa que lleva la investigación científica a comunidades vulnerables de Ecuador, y de Water-Y, un proyecto que busca utilizar la innovación para resolver problemas de escasez de agua. 

## Investigación
Sus proyectos de investigación incluyen cosmología, astrofísica y materia condensada. 

### Astrofísica y Cosmología
Ha trabajado en investigación sobre la dinámica de las estrellas en la Vía Láctea en el Max Planck Institute for Astronomy, de Alemania. También realiza su investigación en ondas gravitacionales en la Universidad de Illinois en Urbana-Champaign y el Instituto Perimeter de Física Teórica (Canadá).

### Materia Condensada
Dentro de esta área realizó investigaciones con materiales. Su tesis de licenciatura se centró defectos topológicos en un material de dos dimensiones llamado grafeno. 
Meses después del terremoto de abril de 2016 que sacudió gran parte del norte del litoral ecuatoriano, el acceso al agua limpia era un problema recurrente, con lo cual nació la idea de resolver aquella problemática. Su investigación se relacionó al proceso de obtener agua potable de la humedad del aire para abastecer a comunidades más necesitadas. Las máquinas denominadas condensadores de agua toman la humedad del aire y la pasa de estado gaseoso a líquido. Garzón, en conjunto con estudiantes de la Universidad Yachay Tech, inventó un recubrimiento que hace que este proceso de condensación sea más eficiente. El recubrimiento es un nanomaterial orgánico que incrementa la cantidad de agua que puede ser condensada, el proceso garantiza que el agua sea limpia, ya que el proceso de condensación es un proceso natural de purificación.

## Exploración científica
Domenica es la fundadora del proyecto "Rikuna" (observar en el idioma indígena kichwa). Un proyecto interdisciplinario que combina investigación, exploración y divulgación científica en zonas poco exploradas de la Amazonía ecuatoriana. En la primera exploración, Domenica encontró con los miembros del proyecto Rikuna, el primer fósil del cretácido de un Mosasaurio reportado en Ecuador. Esta fue la primera vez que se reporta un dinosaurio en la Amazonía ecuatoriana.

## Reconocimientos
En 2022 fue reconocida por la revista MIT Technology Review del MIT, como una de las mejores innovadoras menores de 35 años de Latinoamérica.
Fue reconocida en el 2022 por su trabajo en el proyecto Rikuna por la Universidad de Illinois “Por divulgación y servicio en el proyecto Rikuna, un programa que lleva la investigación científica a las comunidades desatendidas en Ecuador”.
En 2022  es la primera persona en obtener la calificación más alta y ser reconocida por la escuela de Física de la Universidad Yachay Tech con la distinción Summa Cum Laude, donde también fue reconocida como mejor investigadora de licenciatura.
En 2019 recibió una medalla de bronce en el concurso global de Física, The University Physics Competition, con su equipo de Ecuador, siendo el único equipo sudamericano en recibir una medalla en ese año.

## Vida privada
Creció en la ciudad de Quito, Ecuador. Realizó sus estudios de primaria en la escuela Virgilio Drouet y sus estudios de secundaria en la Unidad Educativa Particular La Dolorosa. Más tarde se mudó a la provincia de Imbabura para seguir sus estudios en la Universidad Yachay Tech. Después de unos años, decidió mudarse a los Estados Unidos para seguir sus investigaciones en la Universidad de Illinois.